# ソムチャーイ・ウォンサワット
ソムチャーイ・ウォンサワット（タイ語: สมชาย วงศ์สวัสดิ์、英語: Somchai Wongsawat、1947年8月31日 - ）は、タイ王国の政治家。第34代首相、下院議員（1期）。日本ではソムチャイと呼ばれることが多い。

## 概要
ナコーンシータンマラート県出身。タンマサート大学法学部卒業後、1973年に司法試験に合格し、弁護士資格を取得した。
その後裁判官となり、1999年に法務次官を、2006年には労働次官を務めた。
軍事クーデターの後、2007年に国民の力党（PPP）副党首に就任し、12月のタイ下院選挙で当選する。
2008年2月、サマック・スントラウェート政権の副首相兼教育相に就任するが、憲法裁判所の司法クーデターによりサマック首相が失職する事態になった。これを受け、9月9日に首相臨時代理に就任し、国会で首班指名を受けて、同月17日に首相に就任した。しかし、反タクシン派の民主市民連合（PAD）による首相府占拠やスワンナプーム国際空港占拠などの過激なデモ活動により、バンコクをはじめとする国内は混乱した。
12月2日、憲法裁判所による司法クーデターが発生し、2007年12月総選挙の組織ぐるみの選挙違反を表向きの理由にして、国民の力党は解党処分となり、ソムチャイ首相を含む党幹部の公民権を5年間剥奪するという違憲判決が出された。これによりソムチャイ政権は、首相就任から約2ヶ月半で崩壊することになった。

## 親族
妻はタクシン・シナワットの妹。長女も下院議員に当選している。

## 脚註
1. ↑  AFP BB: タイ憲法裁、最大与党に解党命令 ソムチャイ首相は政治活動を5年間禁止（2008年12月2日）
2. ↑  BBC News: Top Thai court ousts PM Somchai（10:40 GMT, 2 December 2008）
3. ↑  The New York Times: Thai Court Disbands Ruling Party (December 1, 2008 by Mark McDonald contributed reporting from Hong Kong)

| 公職                            | 公職                        | 公職                              |
| ------------------------------- | --------------------------- | --------------------------------- |
| 先代 サマック・スントラウェート | タイ王国首相 第34代：2008年 | 次代 アピシット・ウェーチャチーワ |